# Cal Quirze (Castellcir)
Cal Quirze fou una masia del terme municipal de Castellcir, al Moianès.
Estava situada a menys de cent metres al sud-oest de la masia de Can Gregori, on queden les restes de les seves parets mestres. S'hi arriba des de Can Gregori.